# Hindu guvat
A hindu guvat (Rallina eurizonoides) a madarak osztályának darualakúak (Gruiformes) rendjébe és a guvatfélék (Rallidae) családjába tartozó faj.

## Rendszerezése
A fajt Frédéric de Lafresnaye francia ornitológus írta le 1845-ben, a Gallinula nembe Gallinula eurizonoides néven.

## Alfajai
- Rallina eurizonoides amauroptera (Jerdon, 1864) - északnyugat-Pakisztán, India, Nepál és Srí Lanka
- Rallina eurizonoides telmatophila (Hume, 1878) - Mianmar, Thaiföld, Kambodzsa, Laosz, Vietnám, Kína délkeleti része
- Rallina eurizonoides sepiaria (Stejneger, 1887) - Rjúkjú-szigetek
- Rallina eurizonoides alvarezi (Kennedy & C. A. Ross, 1987) - Batan-szigetek (Fülöp-szigetek)
- Rallina eurizonoides formosana (Seebohm, 1894) - Tajvan
- Rallina eurizonoides eurizonoides (Lafresnaye, 1845) - a Fülöp-szigetek és Palau
- Rallina eurizonoides minahasa (Wallace, 1863) - Celebesz, Peleng és a Sula-szigetek [2]

## Előfordulása
Dél- és Délkelet-Ázsiában, a Fülöp-szigetek, Kambodzsa, Kína, India, Indonézia, Japán, Mianmar, Palau, Srí Lanka, Szingapúr, Tajvan, Kína, Thaiföld és Vietnám területén honos. Elszórtan előfordul Laosz és Nepál területén is.
Természetes élőhelyei a szubtrópusi vagy trópusi síkvidéki és hegyi esőerdők, mocsári erdők, mangroveerdők és cserjések, folyók és patakok közelében, valamint elárasztott mezőgazdasági területek és szántóföldek. Vonuló faj.

## Megjelenése
Testhossza 25 centiméter. Háta és szárnyai sötétbarnák, feje és mellkasa gesztenyebarna. Csőre fekete, csőrtöve zöld. Hasa fekete-fehér csíkozott. 
|  |

## Életmódja
Férgekkel, puhatestűekkel, rovarokkal táplálkozik, valamint a mocsári növények hajtásait és magjait is fogyasztja.

## Szaporodása
Fészkét földre, vagy alacsony bokorra készíti. Fészekalja 4–8 tojásból áll.

## Természetvédelmi helyzete
Az elterjedési területe rendkívül nagy, egyedszáma viszont csökken, de még nem éri el a kritikus szintet. A Természetvédelmi Világszövetség Vörös listáján nem fenyegetett fajként szerepel.